# Мос (Естфолд)
Мос (норв. Moss) је значајан град у Норвешкој. Град је у оквиру покрајине Источне Норвешке и припада округу Естфолд, где је трећи град по величини.
Према подацима о броју становника из 2011. године у Мосу је живело око 28 хиљада становника, док је у ширем градском подручју живело око 40 хиљада становника.

## Географија
Град Мос се налази у југоисточном делу Норвешке. Од главног града Осла град је удаљен 60 km јужно од града.
Рељеф: Мос се налази на јужној обали Скандинавског полуострва. Град се развио на источној обали Ословског фјорда, у невеликој долини уз море. Источно од града се издижу брда. Сходно томе, надморска висина града иде од 0 до 60 м надморске висине.
Клима: Клима у Мосу је умерено континентална са утицајем Атлантика и Голфске струје. Њу одликују благе зиме и хладнија лета.
Воде: Мос се развио као морска лука на источној обали великог Ословског фјорда, залива Скагерака, који је, опет, део Северног мора. Град је већим делом смештен на копну, а мањим делом на острву Толбоден, које је у делу града повезано мостом са копном. Дато острво настало је вештачким путем, прокопавањем канала између њега и остатка копна. У позадини града налази се језеро Вансје.

## Историја
Први трагови насељавања на месту данашњег Моса јављају се у доба праисторије. Данашње насеље основано је у средњем веку. Већ у 14. веку оно је средиште трговине и занатства.
Како је Мос био смештен на улазу у Ослофјорд и тиме надгледао морски приступ Ослу, положај насеља је наметнуо граду важну улогу у 18. и 19. веку. Тако се у његовој близини десила важна битка између данске и шведске круне 1716. године, а већ 1720. Мос је због значаја добио градска права.
Током петогодишње окупације Норвешке (1940—45) од стране Трећег рајха Мос и његово становништво нису значајније страдали.

## Становништво
Данас Мос има око 28 хиљада становника, док је у ширем градском подручју живи око 40 хиљада становника. Последњих година број становника у граду се повећава по годишњој стопи од 1%.

## Привреда
Привреда Моса се традиционално заснива на индустрији и поморству. Последњих година значај трговине, пословања и услуга је све већи.

## Збирка слика
- Градска лука Моса
- Градска саборна црква
- Управа старе гвожђаре
- Градско читалиште